# Ken’ichi Hayakawa
Ken’ichi Hayakawa (japanisch 早川 賢一, Hayakawa Ken’ichi; * 5. April 1986 in der Präfektur Shiga) ist ein japanischer Badmintonspieler.

## Karriere
Ken’ichi Hayakawa gewann bei den Weltmeisterschaften der Studenten 2006 Bronze im Herrendoppel mit Kenta Kazuno. Mit ihm siegte er 2007 auch bei den Romanian International und den Victoria International. Bei der Weltmeisterschaft 2009 wurden sie 17., bei den German Open 2009 Zweite. Mit neuem Partner Hiroyuki Endō gewann er die Australia Open 2010 und 2011.

## Sportliche Erfolge
| Saison | Veranstaltung                     | Disziplin    | Platz | Name                              |
| ------ | --------------------------------- | ------------ | ----- | --------------------------------- |
| 2006   | Weltmeisterschaften der Studenten | Herrendoppel | 3     | Kenichi Hayakawa / Kenta Kazuno   |
| 2007   | Romanian International            | Herrendoppel | 1     | Kenichi Hayakawa / Kenta Kazuno   |
| 2007   | Victoria International            | Herrendoppel | 1     | Kenichi Hayakawa / Kenta Kazuno   |
| 2009   | Weltmeisterschaft                 | Herrendoppel | 17    | Kenichi Hayakawa / Kenta Kazuno   |
| 2009   | German Open                       | Herrendoppel | 2     | Kenichi Hayakawa / Kenta Kazuno   |
| 2010   | Asienspiele                       | Herrendoppel | 9     | Kenichi Hayakawa / Hiroyuki Endō  |
| 2010   | Australia Open                    | Herrendoppel | 1     | Kenichi Hayakawa / Hiroyuki Endō  |
| 2010   | Osaka International               | Mixed        | 1     | Kenichi Hayakawa / Shizuka Matsuo |
| 2010   | Thomas Cup                        | Herrenteam   | 3     | Japan                             |
| 2011   | Australia Open                    | Herrendoppel | 1     | Kenichi Hayakawa / Hiroyuki Endō  |
| 2012   | Japan: Einzelmeisterschaften      | Herrendoppel | 1     | Kenichi Hayakawa / Hiroyuki Endō  |